# Auf Bewährung freigelassen
Auf Bewährung freigelassen ist ein US-amerikanisches Filmdrama aus dem Jahr 1951 von John Cromwell mit Lizabeth Scott und Jane Greer in den Hauptrollen. Der Film wurde von RKO Radio Pictures produziert.

## Handlung
Die Scheckbetrügerin Mildred Lynch wird auf Bewährung entlassen. Sie bekommt den neuen Namen Diane Stuart und wird von ihrer Bewährungshelferin Joan Wilburn in Los Angeles erwartet. Diane kommt in einer Pension unter und erfährt, dass sie Arbeit in einem Krankenhaus hat. Anfangs reagiert Diane zurückweisend gegenüber der warmherzigen Joan, doch kurze Zeit später akzeptiert sie Joans Einladung zum Abendessen. Joan sieht an der Restaurantbar ihren Freund Larry Collins, einen Reporter. Joan spricht mit ihm und weist freundlich seinen Heiratsantrag ab. Sie will ihm Diane vorstellen, die jedoch gegangen ist.
Später erklärt Diane, dass sie Angst habe, dass Leute wie Larry sie wegen ihrer Vorstrafe verurteilen. Joan fordert sie auf, nicht mehr wie ein Häftling zu denken. Sie informiert sie, dass sie im Krankenhaus zur Nachtschicht eingeteilt wurde. Nicht gerade erfreut tritt Diane ihren Dienst an und lernt ihre Kollegin Tilly Thompson kennen, die ebenfalls auf Bewährung entlassen wurde. Während ihrer Schicht bemerkt sie, dass Larry seinen erkrankten Chef besucht. Sie versucht, sich mit Larry zu verabreden. Der sträubt sich zuerst, sagt dann aber doch zu. Nach ihrer Schicht fragt Diane Joan nach Geld für ein Kleid. Joan ist momentan etwas knapp bei Kasse, woraufhin Diane plant, ein Kleid zu stehlen. Im letzten Moment besinnt sie sich und sieht bei ihrer Rückkehr, dass ihr Joan eines ihrer Kleider bereitgelegt hat.
Das Treffen mit Larry verläuft nicht gut. Als sie sich verabschieden, bricht Diane in Tränen aus und entschuldigt sich dafür, ihn manipuliert zu haben. Larry hat indessen Interesse an Diane entwickelt. Die beiden treffen sich weiterhin und verlieben sich ineinander. Joan bemerkt, dass sich Larry für eine andere Frau interessiert, doch hat sie nicht Diane in Verdacht. Erst als sie sieht, wie Diane mit Larry am Flughafen einen Cocktail trinkt, wird ihr alles klar. Verletzt und besorgt spricht sie später mit Diane über Männer mit einem anspruchsvolleren Lebensstil. Hinzu kommt, dass Diane mit dem Cocktail gegen die Bewährungsauflagen verstoßen hat. Daher fordert Joan sie auf, Larry nicht mehr zu treffen. Larry ruft aus New York Diane im Krankenhaus an und bittet sie, zu ihm zu kommen. Betroffen sagt sie ihm nur, dass das nicht ginge und legt auf. Larry fliegt zurück nach Los Angeles und sucht Diane in ihrer Pension auf.
Als Diane am nächsten Tag Joan in ihrem Büro aufsucht, bricht sie zusammen und erzählt ihr, dass Larry ihr einen Antrag gemacht hat. Joan erkennt, dass Diane Larry wirklich liebt und befürwortet die Heirat, die allerdings zuvor von der Bewährungsbehörde genehmigt werden muss. Dazu wird natürlich auch Larry befragt. Diane hat Angst, Larry von ihrer Vergangenheit zu erzählen und füllt den Genehmigungsantrag nicht aus, wird aber von Larry überzeugt, ihn auszufüllen. Bei der Anhörung legt einer der Juroren einen Brief Dianas vor, in dem sie von Joans Beziehung zu Larry berichtet und Joans Voreingenommenheit befürchtet. Joan ist von Dianes mangelndem Vertrauen enttäuscht, unterstützt sie jedoch weiter. Die Anhörung wird ergebnislos vertagt, was Diane dazu bringt, Joan Sabotage ihrer Heirat vorzuwerfen.
Weil Diane Tilly helfen will, die Medikamente aus dem Krankenhaus gestohlen hat, wird sie festgenommen. Da die Festnahme bedeutet, dass Diane ihre Reststrafe absitzen muss, bittet Joan die Juroren um Milde. Während sie auf die Verkündung der Entscheidung warten, schleicht sich Diane aus dem Gebäude. Larry findet sie am Bahnhof und überzeugt sie, nicht davonzulaufen. Die Entscheidung fällt zu Dianes Gunsten, nicht zuletzt weil Joan an sie glaubt. Sie gibt dem Paar ihren Segen.

## Produktion

### Hintergrund
Gedreht wurde der Film von Anfang März bis Anfang April 1950 in Los Angeles, u. a. in den RKO-Studios, der Los Angeles City Hall, am Griffith-Observatorium und an der Los Angeles Union Station.
Howard Hughes, Besitzer von RKO, kaufte die Filmrechte an Ketti Frings Drehbuch, das als Script für ein von William Bloomingdale und Hal Roach jr. produziertes Broadway-Stück geplant war. Die gleiche Quelle, The Hollywood Reporter, gab an, dass Hughes das Projekt von Hal B. Wallis gekauft hat, der den Film mit Barbara Stanwyck drehen wollte. Von Wallis lieh RKO Lizabeth Scott für die Hauptrolle.

### Stab
Albert S. D’Agostino und Alfred Herman oblag die künstlerische Leitung. Darrell Silvera und William Stevens waren für das Szenenbild zuständig. Verantwortliche Toningenieure waren Clem Portman und Francis M. Sarver. Constantin Bakaleinikoff war der musikalische Direktor.

### Besetzung
In kleinen nicht im Abspann erwähnten Nebenrollen traten Parley Baer, Beau Bridges, Dorothy Bridges, Jeff Bridges, Don Dillaway, Edith Evanson, Franklyn Farnum, Kathleen Freeman, Paul Frees, Theresa Harris, Victoria Horne, Adrienne Marden, Torben Meyer, Harold Miller, Snub Pollard, Dewey Robinson, Erskine Sanford, Kenneth Tobey und Charles Wagenheim auf.
Drei Mitglieder der Schauspielerfamilie Bridges traten in diesem Film auf: Mutter Dorothy und ihre Söhne Beau und Jeff, für den es das Filmdebüt war.
Regisseur Cromwell hatte einen Auftritt als Polizeibeamter.

## Veröffentlichung
Die Premiere des Films fand am 27. Januar 1951 in New York statt. In der Bundesrepublik Deutschland wurde er am 5. Juni 1965 im deutschen Fernsehen ausgestrahlt.

## Kritiken
Der Filmkritiken-Aggregator Rotten Tomatoes hat in einer Auswertung ein Publikumsergebnis von 36 Prozent positiver Bewertungen ermittelt.
Das Lexikon des internationalen Films schrieb: „Nur mäßig glaubwürdiges Frauenschicksal, an Stelle von sozialkritischem Realismus dominieren „edle Gefühle“ und psychologische Schablonen.“
Bosley Crowther von der The New York Times befand, der ganze Film habe den Anschein einer billigen und matschigen Romanze, versinnbildlicht durch den abgedroschenen Flirt, durch den sich Greer und O’Keefe verlieben. Der Unterhaltungswert sei dem ebenbürtig.